# Andrej Aleksin
Andrej Vladimirovič Aleksin, vero cognome Oniščenko (in russo Андрей Владимирович Онищенко, Алексин?; Aleksin, 6 luglio 1968), è un musicista e cantante russo, leader del gruppo Aleksin.
Ha vinto il premio musicale Zolotoj Grammofon (Grammofono d'oro) nel 2002 (con il brano Prostaja devčonka) e nel 2009 (con il brano Prosto podari, interpretato da Filipp Kirkorov).

## Discografia
- 2001 - Шалава
- 2003 - За стеклом
- 2004 - Мозоли
- 2010 - Привет девчонки
- 2010 - Живой